# Hewlett Packard INTEGRAL PC
Hewlett Packard INTEGRAL PC (INTEGRAL PC) је био преносиви рачунар фирме Хјулит Пакард (Hewlett Packard) који је почео да се производи у САД од 1985. године.
Користио је Motorola MC 68000 као микропроцесор. RAM меморија рачунара је имала капацитет од 512 KB (до 5,5 MB). 
Као оперативни систем кориштен је HP-UX.

## Детаљни подаци
Детаљнији подаци о рачунару INTEGRAL PC су дати у табели испод.
|                       |                                                  |
| [ 1 ]                 |                                                  |
| Произвођач            | Хјулит Пакард                                    |
| Тип                   | преносиви рачунар                                |
| Меморија              | 512 (до 5,5 MB)                                  |
| Поријекло             | Сједињене Америчке Државе                        |
| Година                | 1985                                             |
| Тастатура             |                                                  |
| Процесор              |                                                  |
| Фреквенција процесора |                                                  |
| RAM                   | 512 (до 5.5 MB)                                  |
| ROM                   | 256                                              |
| Текст                 | 80 x 25                                          |
| Графика               | 512 x 255                                        |
| Боја                  | монохром                                         |
| Звук                  | непознато                                        |
| Димензије             | 29 (ширина) x 21.5 (дубина) x 4.4 (висина) / 1.7 |
| Портови               |                                                  |
| Оперативни систем     |                                                  |